# Chaussée de Mons
Pour les articles homonymes, voir Mons.
La chaussée de Mons (en néerlandais: Bergensesteenweg) est une chaussée qui commence à la Porte d'Anderlecht sur la petite ceinture de Bruxelles et se poursuit jusqu'à Mons avec des interruptions dans son tracé.

## Situation et accès
La chaussée de Mons est une importante voie d'accès vers le pentagone de Bruxelles. La chaussée s'appelle officiellement chaussée de Mons et Bergensesteenweg sur le territoire de la région bruxelloise. En région flamande elle s'appelle officiellement Bergensesteenweg et en région wallonne officiellement chaussée de Mons.
C'est une section de la nationale 6.

### Tracé
La chaussée de Mons est une section de la Nationale 6 (Bruxelles - Soignies - Mons - Maubeuge). Elle parcourt successivement :
- la commune d'Anderlecht (Région de Bruxelles-Capitale).
- la commune de Leeuw-Saint-Pierre (en néerlandais : Sint-Pieters-Leeuw) (Brabant flamand), sous le nom de Bergensesteenweg jusqu'à Hal dans le Brabant flamand, où la chaussée de Mons s'interrompe. Le tracé de la N6 devient Brusselsesteenweg c'est-à-dire Chaussée de Bruxelles.
- une partie de la ville de Hal (en néerlandais : Halle) : la dénomination officielle Bergensesteenweg reprend dans le centre de Hal et rejoint à nouveau la N6. Elle reste dénommée Bergensesteenweg
- le village de Lembecq (en néerlandais : Lembeek): jusqu'à la limite de la région flamande et de la Wallonie où la chaussée de Mons s'interrompe une deuxième fois. Le tracé de la N6 devient rue de Bruxelles  jusqu'à Tubize.
- la ville de Tubize.
- localité de Quenast (Rebecq).
- la ville de Braine-le-Comte.
- Ville de Soignies.

### Transports en commun

#### Tronçon sur Anderlecht
La chaussée de Mons est desservie sur toute sa longueur par les transports en commun.
Entre la porte d'Anderlecht et le pont de Cureghem circulent les lignes de bus 46 et N13.
Par la rue Jorez on accède à la station de métro Clemenceau (ligne 2 et 6) de la STIB .
Au square Albert Ier, en plus des lignes de bus 46 et N13 vient se rajouter un arrêt de la ligne de tram 81
Juste avant le pont de Cureghem se trouvent les arrêts des bus 46 et N13 et de tram 81 de la STIB, mais également les lignes de bus de De Lijn 116, 117, 118, 140, 141, 142, 144, 145, 170, et 171.
Passé le pont de Cureghem, la ligne de bus 46 continue sur la chaussée de Mons ainsi que les lignes de bus de la société De Lijn nos  116, 117, 118, 141, 142, 144, 145, 170, et 171.
La ligne de bus 46 et les lignes de bus de la société De Lijn 116, 117, 118, 141, 142, 144, 145, 170, 171 sont rejointes par la ligne de bus de la société De Lijn 620 au niveau de l'arrêt de bus Biestebroek.
Le bus de bus 46 et les lignes de bus de la société De Lijn 116, 117 et 118 quittent la chaussée de Mons à l'arrêt Démocratie. Les lignes de bus de la société De Lijn 141, 142, 144, 145, 170, 171 et 620 continuent ensemble jusqu'à l'arrêt Aristide Briand.
La ligne de bus de la société De Lijn 620 quitte la chaussée de Mons à l'arrêt Aristide Briand. La chaussée de Mons offre à cet endroit une correspondance avec la ligne de bus 49. À proximité de cet arrêt se trouve la station de métro Veeweyde (ligne 5) de la STIB .
Les bus de la société De Lijn 141, 142, 144, 145, 170 et 171 poursuivent leurs trajets sur la chaussée de Mons.
Plus loin sur la chaussée de Mons se trouve l'arrêt Bizet où les lignes de bus de la société De Lijn 141, 142, 144, 145, 170 et 171 offrent une correspondance avec la ligne de bus 75 qui traverse la chaussée de Mons à cet niveau. À cet endroit se trouve la station de métro Bizet (ligne 5) de la STIB .
Après le croisement avec la route de Lennik et l'avenue de la Société Nationale se trouve la station de métro La Roue (ligne 5) de la STIB offrant une correspondance avec les lignes de bus de la société De Lijn 141, 142, 144, 145, 170 et 171.
Avant le pont ferroviaire de la ligne 50A se trouve l'arrêt Anderlecht Ceria (Anderlecht Coovi en néerlandais) un important point de rencontre entre les lignes de bus de la société De Lijn 141, 142, 144, 145, 170 et 171 et les lignes de bus 153, 154 et 155 de la même société de transport. Sur cette même ligne, une gare du RER bruxellois, la gare d'Anderlecht, a été mise en service en décembre 2020. Après le pont ferroviaire de la ligne 50A la chaussée de Mons accueille également la ligne de bus 98 et la station de métro CERIA (ligne 5) de la STIB.
Passé le pont du Ring de Bruxelles les lignes de bus 141 et 142 de la société De Lijn quittent la chaussée de Mons en empruntant le boulevard Josse Leemans. Par contre la ligne de bus 571 de la société De Lijn rejoint la chaussée de Mons à cet endroit. Ce sont les lignes de bus 144, 145, 170, 171 et 571 de la société De Lijn qui desservent l'arrêt Anderlecht Ikea.

#### Tronçon sur Leeuw-Saint-Pierre
Arrivés sur le territoire de la commune de Leeuw-Saint-Pierre, les lignes de bus 144 et 145 de la société De Lijn quittent la Bergensesteenweg (chaussée de Mons unilingue en néerlandais à partir de cet endroit) par la Brusselbaan. Les lignes de bus 170, 171 et 571 de la société De Lijn poursuivent leur route sur la Bergensesteenweg.
À hauteur de la Georges Wittouckstraat, les lignes de bus 170 et 571 de la société De Lijn quittent la Bergensesteenweg. Seul le bus 171 dessert la ligne.
Les lignes de bus 170 et 571 de la société De Lijn reviennent sur la chaussée de Mons au niveau de la Europalaan et rejoignent ainsi la ligne de bus 171 jusqu'à Hal.

## Description

### Tronçon sur Anderlecht
Sur le territoire d'Anderlecht la numérotation des habitations va du 2 au 1447.
La chaussée de Mons (N6) débute à la Petite ceinture au niveau de la Porte d'Anderlecht et traverse les quartiers de Cureghem, du centre, de Veeweyde et de La Roue à Anderlecht.
Entre les numéros 9 et 13 ainsi qu'entre les numéros 33 et 37 se trouvent des accès au parc de la Rosée situé en intérieur d'îlot.
La partie de la chaussée de Mons située entre la Porte d'Anderlecht et le square Albert Ier est à forte densité de population et en même temps un quartier très animé en raison de la tenue du marché les vendredi, samedi et dimanche sur le site des Abattoirs, entraînant des importantes perturbations de circulation.
À hauteur du carrefour formé par la rue Emile Carpentier et la rue de l'ancienne Gare, la chaussée de Mons s'ouvre en deux pour passer de part et d'autre du square Emile Vandervelde et passe sous le pont ferroviaire de la ligne 28 de la SNCB. Une trentaine de mètres plus loin, la chaussée de Mons enjambe le canal de Charleroi en passant sur le pont de Cureghem avec, du côté impair, l'avenue Raymond Vander Bruggen et la rue Wayez et, du côté pair, la rue Gournerneur Nens. À partir de cet endroit, elle reste en parallèle avec le canal jusqu'à Hal.
La chaussée de Mons passe sous le pont ferroviaire de la ligne 50A au niveau de la cité-jardin La Roue et passe ensuite sous le ring de Bruxelles à hauteur de la sortie 15a de celui-ci avant de traverser la commune de Leeuw-Saint-Pierre.
À cet endroit, la chaussée de Mons quitte la Région bruxelloise et entre en Région flamande.

### Tronçon sur la commune de Leeuw-Saint-Pierre
Son entrée dans la commune de Leeuw-Saint-Pierre se fait dans le quartier Negenmanneke à hauteur du ruisseau Vogelzangbeek. Seul le nom en néerlandais Bergensesteenweg est officiel à partir de son entrée en région flamande. Le nom francophone d'usage reste chaussée de Mons. La numérotation des habitations recommence de 1 à 801 du côté impair (à hauteur de la chaussée d'Alsemberg (Alsenbergsesteenweg). Le côté pair de la chaussée de Mons se poursuit jusqu'au numéro 880 à hauteur du Alsputweg.
Le tronçon de la chaussée entre la chaussée d'Alsemberg (Alsenbergesteenweg) et le Alsputweg se trouve à cheval sur Leeuw-Saint-Pierre et Hal avec la particularité que les deux côtés de la chaussée ont un nom différent et ont tous les deux une numérotation pair. La raison en est que la numérotation des habitations se termine pour chaque commune à cet endroit. Sur le territoire de Leeuw-Saint-Pierre la chaussée s'appelle Bergensesteenweg et la numérotation se termine à hauteur du Alsputweg. L'autre côté de la chaussée s'appelle la Brusselsesteenweg et se trouve sur le territoire de Hal dont la numérotation des habitations se termine à la chaussée d'Alsemberg (Alsenbergsesteenweg). À cet endroit s'arrête le tronçon de la Bergensesteenweg et les deux côtés de la voie se nomment Brusselsesteenweg, ou Chaussée de Bruxelles.

### Tronçon sur Hal
Dans le centre de Hal débute une nouvelle chaussée de Mons (Bergensesteenweg) au carrefour formé avec la rue de la basilique (Basiliekstraat).
La chaussée de Mons rencontre ou traverse les voiries suivantes : Korte Vest, Molenborre, Leeuwenstraat, Louis Theunckenstraat, Arkenvest, Poststraat, Groebegrachtstraat et la Beertsestraat. Elle rejoint la N6 au carrefour formé par la Bevrijdigingsplein, la Auguste Demaeghtlaan et la René Deboecklaan.
La chaussée de Mons passe sous le pont ferroviaire de la ligne 94 de la SNCB.
Ensuite, elle croise la Voldersstraat et passe sous le pont routier de la A8 (E429) et poursuit son tracé en rencontrant la Speldekenserf et la Kerkhofdreef. La chaussée de Mons entre dans Lembecq à cet endroit.

### Tronçon sur Lembecq
Sur son parcours dans cette localité, la chaussée de Mons rencontre les voiries suivantes : Eglantierstraat, Krokusstraat, Prinsenbos, Weerstandsstraat, Stationsstraat, Arthur Puesstraat, Sterrestraat, Brouwerijgang, Steengroefstraat, Veroonslinde, Zuiderstraat et la Kleine Molenstraat et quitte la région flamande à cet endroit pour entrer en Wallonie.

### Tronçon sur Tubize
La chaussée de Mons devient rue de Bruxelles au rond-point situé en dessous de la ligne ferroviaire à grande vitesse.
En sortant de Tubize, à hauteur de la rue Reine Astrid, la N6, qui s'appelle depuis le centre rue de Mons redevient la chaussée de Mons et continue jusqu'à Rebecq-Quenast

### Tronçon sur Quenast
La chaussée de Mons se poursuit sur le tracé de la N6 jusqu'à Rebecq-Rognon où elle s'interrompe une troisième fois. Le tracé de la N6 devient route de Bruxelles.

### Tronçon sur Braine-le-Comte
À l'angle avec la rue d'Écaussinnes, la N6 s'appelle à nouveau chaussée de Mons jusqu'au rond-point, carrefour avec la N57, où elle quitte Braine-le-Comte pour arriver dans Soignies. À cet endroit elle s'interrompe une quatrième fois.

### Tronçon sur Soignies

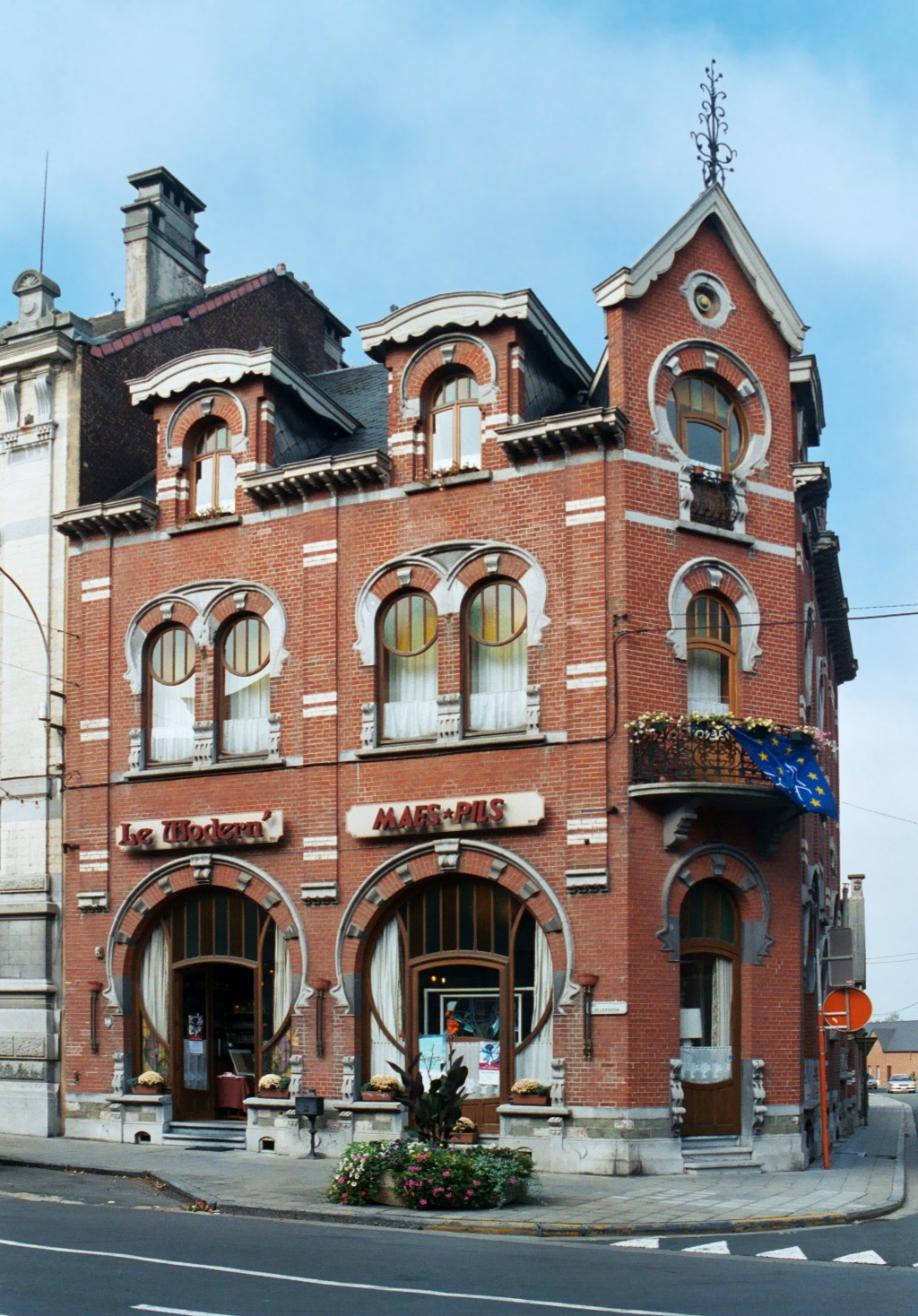
Le Modern Hôtel, sur l'ancien tracé de Chaussée de Mons (aujourd'hui rue de la Station à Soignies)

Jadis, la chaussée de Mons s'appelait à Soignies Route de Bruxelles à Paris et traversait la ville de part en part en suivant le tracé de la Chaussée de Braine, de la rue Neuve, rue de la Station, chaussée de Mons, pour rejoindre enfin, la chaussée de Bruxelles. La construction de la Gare de Soignies en 1841, puis du viaduc et du Boulevard Franklin Roosvelt en 1936 prolongé en 1963 par le boulevard John Fitzgerald Kennedy modifie définitivement le parcours de la N6 qui contourne désormais la ville sans la traverser laissant, depuis la suppression du passage à niveau sur la nationale, un tronçon vestigial de la Chaussée de Mons qui débute au parking 2 de la gare de Soignies, à l'angle formé avec la chaussée du Roeulx (RN55) pour rallier le rond-point des Archers où elle suit à nouveau le tracé de la N6 jusqu'au hameau de Laugrenée à hauteur du chemin Thieudonsart où elle s'interrompt une cinquième fois. Le tracé de la N6 devient chaussée de Bruxelles et rejoint la ville de Mons.

## Bâtiments remarquables et lieux de mémoire
- 47 immeubles de la chaussée de Mons sur le territoire de la commune d'Anderlecht sont repris à l'inventaire du patrimoine architectural de la Région de Bruxelles-Capitale[4]
- Campus du CERIA
- Magasin d'ameublement et de décoration d'intérieur Ikea
- Le siège belge de la société Coca-Cola

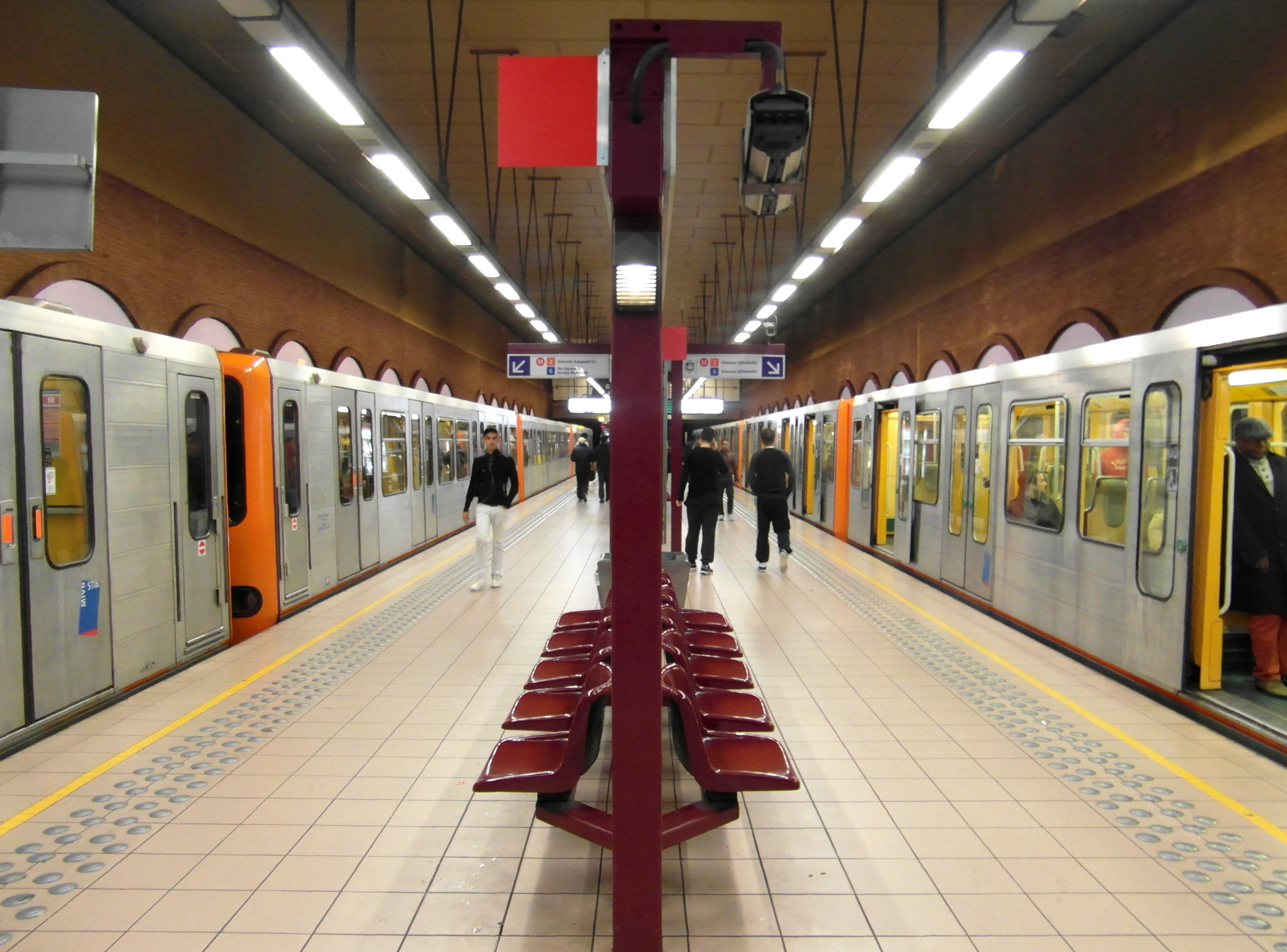
La station de métro Clemenceau (ligne 2)
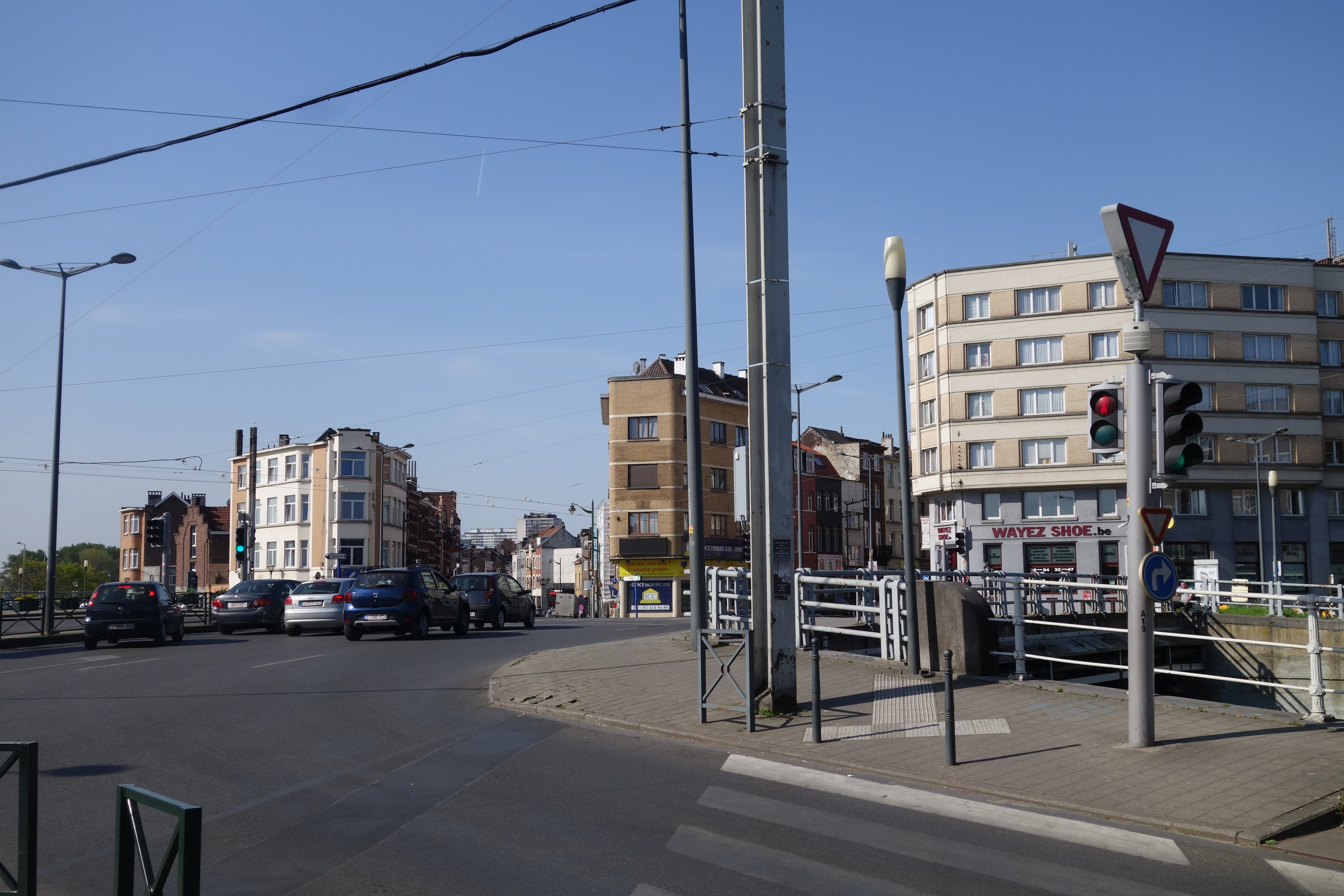
Pont de Cureghem avec en face la chaussée de Mons
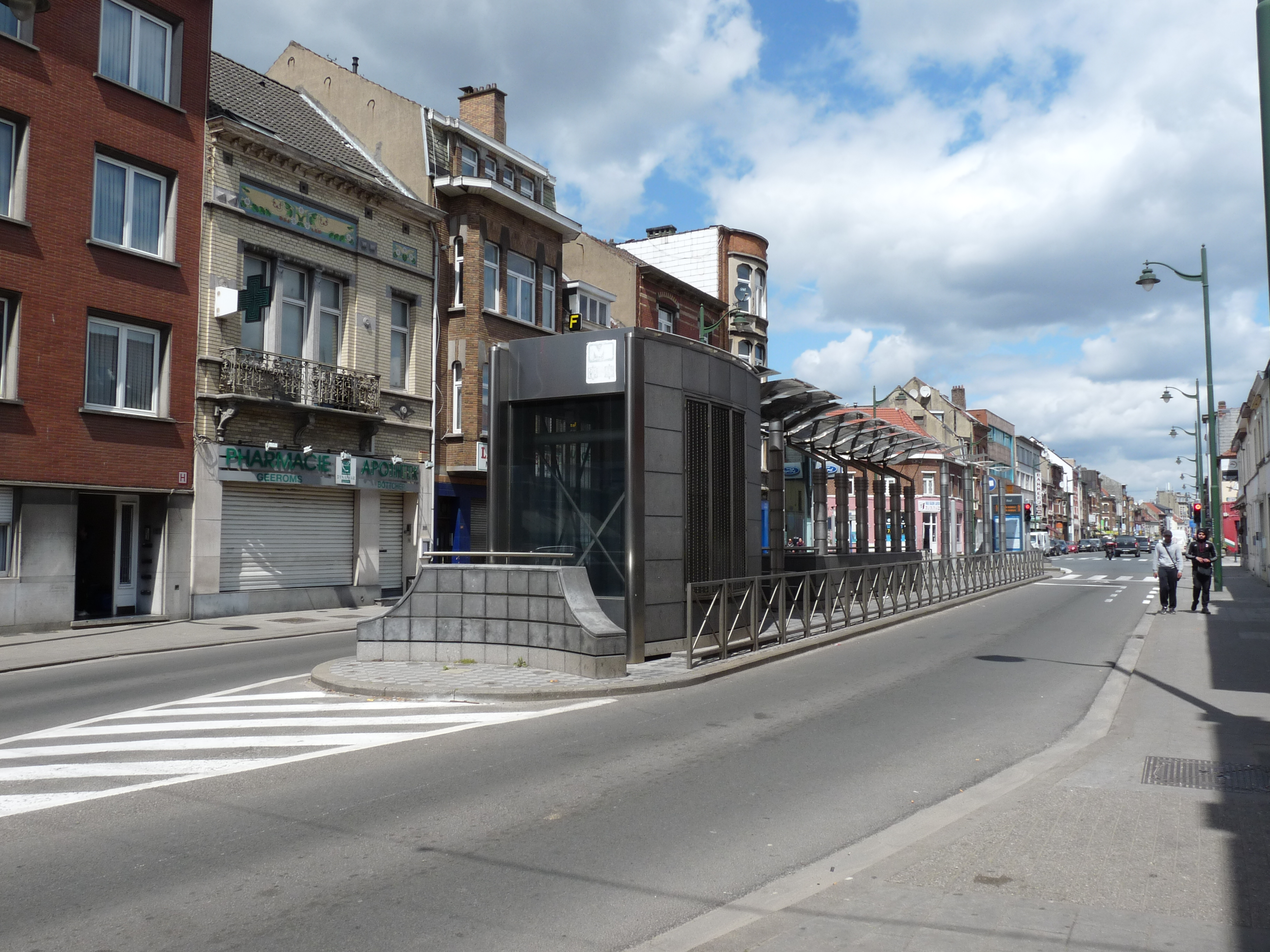
La station de métro La Roue (ligne 5) en îlot central de la chaussée de Mons
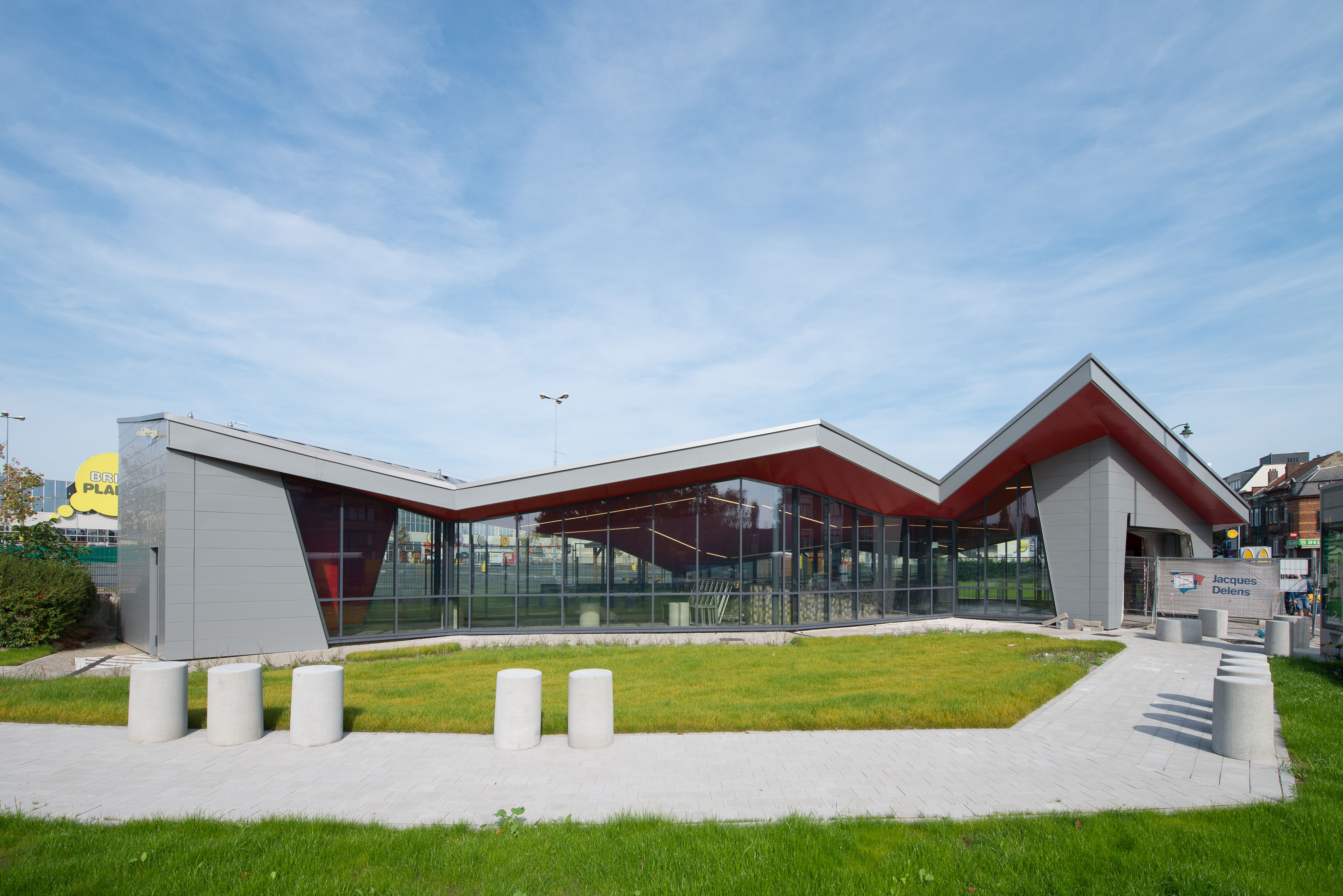
La station de métro CERIA (ligne 5)